# Quadridiplosis lucis
Quadridiplosis lucis är en tvåvingeart som beskrevs av Fedotova 2003. Quadridiplosis lucis ingår i släktet Quadridiplosis och familjen gallmyggor. Inga underarter finns listade i Catalogue of Life.